# 三小田昌充
三小田 昌充（さんこだ まさみつ、1983年9月19日 - ）は、日本の俳優、エンジニア、大工。2010年から東京で役者として活動。福岡県出身。

## 概要
半導体製造装置のスタートアップメンバーとしてエンジニア時代には多数の海外出張をこなしたが、2010年頃半導体不況を機に上京、俳優への道を歩む。数々の劇団を経験し演劇・映画等さまざまな役をこなし2015年独立。現在は大工しながら、多数の劇団に対しサポートとして演劇活動に参加している。SHOWROOMにて不定期配信中。

## 出演

### 舞台
- 森海魚（2015年 Project〆KIRI）
- フカフカがーる（2016年 Project〆KIRI）
- ふくをきろ（2017年 Project〆KIRI）
- 森海魚（2018年 Project〆KIRI）
- さんじょのおつや（2018年 Project〆KIRI）
- 檸檬（2019年 Project〆KIRI）

### テレビ
- 怪生伝 KESHOUDEN（2013年 フジテレビ） - サガン 役